# Euscelidia rapacoides
Euscelidia rapacoides är en tvåvingeart som beskrevs av H. Oldroyd 1972. Euscelidia rapacoides ingår i släktet Euscelidia och familjen rovflugor. Inga underarter finns listade i Catalogue of Life.